# Mesterholdenes Europa Cup i håndbold 1972-73 (kvinder)
Mesterholdenes Europa Cup i håndbold 1972-73 for kvinder var den 13. udgave af Mesterholdenes Europa Cup i håndbold for kvinder. Turneringen havde deltagelse af 15 klubhold, der var blevet nationale mestre sæsonen forinden, og blev afviklet som en cupturnering, hvor alle opgørene til og med semifinalerne blev afviklet over to kampe, hvor holdene mødtes både ude og hjemme. Finalen blev afviklet som én kamp på neutral bane.
Turneringen blev vundet af Spartak Kijev fra Sovjetunionen, som i finalen i Bratislava besejrede Universitatea Timişoara fra Rumænien med 17-8. Det var fjerde sæson i træk, Spartak Kijev vandt turneringen.
Danmarks repræsentant i turneringen var de danske mestre fra Frederiksberg IF, som blev slået ud i kvartfinalen, hvor holdet tabte med 18-24 over to kampe til Universitatea Timişoara fra Rumænien.

## Resultater

### Ottendedelsfinaler
| Dato   | Dato   | Hjemmehold i 1. kamp    | Udehold i 1. kamp   | Resultat | Resultat | Resultat |
| 1.kamp | 2.kamp | Hjemmehold i 1. kamp    | Udehold i 1. kamp   | Samlet   | 1.kamp   | 2.kamp   |
| ------ | ------ | ----------------------- | ------------------- | -------- | -------- | -------- |
| 18.11. | ?      | RK Radnički             | SC Union 03 Hamburg | ?–?      | 15-10    | ?-?      |
| ?      | ?      | Niloc                   | ?                   | ?–?      | ?-?      | ?-?      |
| ?      | ?      | Plastika Nitra          | ?                   | ?–?      | ?-?      | ?-?      |
| 12.11. | ?      | Admira Union Landhaus   | IL Vestar           | ?–?      | 13-90    | ?-?      |
| ?      | ?      | SC Leipzig              | Ferencvárosi TC     | 20–15    | 11-70    | 9-8      |
| ?      | ?      | Frederiksberg IF        | Sośnica Gliwice     | 34–23    | 13-10    | 21-13    |
| ?      | ?      | Universitatea Timişoara | ?                   | ?–?      | ?-?      | ?-?      |

### Kvartfinaler
| Dato   | Dato   | Hjemmehold i 1. kamp    | Udehold i 1. kamp | Resultat | Resultat | Resultat |
| 1.kamp | 2.kamp | Hjemmehold i 1. kamp    | Udehold i 1. kamp | Samlet   | 1.kamp   | 2.kamp   |
| ------ | ------ | ----------------------- | ----------------- | -------- | -------- | -------- |
| ?      | ?      | RK Radnički             | Spartak Kijev     | 20–24    | 12-13    | 08-11    |
| 14.1.  | 21.1.  | Plastika Nitra          | Niloc             | 14–19    | 10-80    | 04-11    |
| 14.1.  | ?      | SC Leipzig              | IL Vestar         | 26–20    | 16-80    | 10-12    |
| ?      | ?      | Universitatea Timişoara | Frederiksberg IF  | 24–18    | 13-10    | 11-80    |

### Semifinaler
| Dato   | Dato   | Hjemmehold i 1. kamp    | Udehold i 1. kamp | Resultat | Resultat | Resultat |
| 1.kamp | 2.kamp | Hjemmehold i 1. kamp    | Udehold i 1. kamp | Samlet   | 1.kamp   | 2.kamp   |
| ------ | ------ | ----------------------- | ----------------- | -------- | -------- | -------- |
| 4.3.   | 26.3.  | Spartak Kijev           | Niloc             | 40–17    | 25-12    | 15-50    |
| ?      | ?      | Universitatea Timişoara | SC Leipzig        | 16–16    | 9-9      | 7-7      |

### Finale
Finalen blev spillet i Bratislava.
| Dato | Vinder        | Finalist                | Res. | Pause |
| ---- | ------------- | ----------------------- | ---- | ----- |
| 2.4. | Spartak Kijev | Universitatea Timişoara | 17–8 | ?     |